# Reasigurare

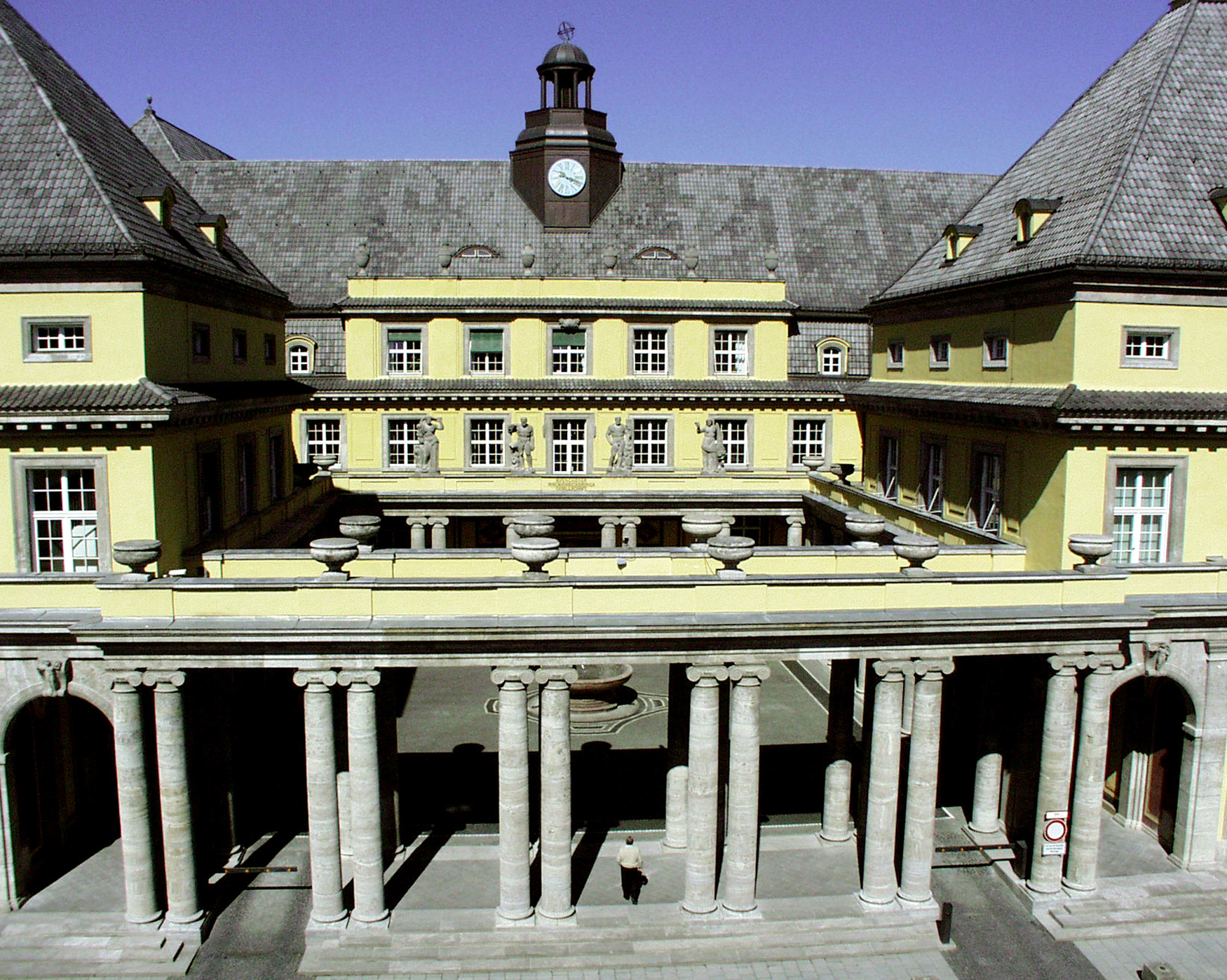
Sediul central al reasigurătorului Münchener Rück

Reasigurarea este o asigurare pe care o companie de asigurări o cumpără de la o altă companie de asigurări pentru a se proteja (cel puțin parțial) împotriva riscului unui eveniment major de despăgubire. Prin reasigurare, compania transferă („cedează”) o parte din obligațiile sale contractuale către cealaltă companie de asigurări. Compania care cumpără polița de reasigurare este denumită „companie cedentă” sau „cedent”, iar compania care emite polița este numită „reasigurator”. În mod obișnuit, reasigurarea permite companiilor de asigurări să își mențină solvabilitatea în fața evenimentelor catastrofale, cum ar fi dezastrele naturale. Pe lângă rolul său de bază în managementul riscurilor, poate fi utilizată pentru optimizarea cerințelor de capital sau în scopuri fiscale. Reasiguratorul poate fi fie o companie specializată exclusiv în reasigurare, fie o altă companie de asigurări. Activitatea de reasigurare este denumită, din perspectiva reasiguratorului, „reasigurare asumată”.
Există două metode de bază ale reasigurării:
- Reasigurarea facultativă, care este negociată separat pentru fiecare poliță de asigurare reasigurată. Este, de obicei, achiziționată de companiile cedente pentru riscuri individuale care nu sunt acoperite sau sunt insuficient acoperite prin tratatele lor de reasigurare, pentru sume care depășesc limitele monetare ale acestor tratate sau pentru riscuri neobișnuite. Cheltuielile de subscriere, în special costurile cu personalul, sunt mai mari pentru acest tip de afacere, deoarece fiecare risc este analizat și gestionat individual. Totuși, deoarece fiecare risc este evaluat separat, subscriitorul reasiguratorului poate stabili un preț mai precis care reflectă riscurile implicate. În cele din urmă, reasiguratorul emite un certificat facultativ companiei cedente, reasigurând acea poliță specifică. Acest tip de reasigurare este folosit pentru riscuri valoroase sau periculoase.[3]
- Reasigurarea prin tratat, în care cedentul și reasiguratorul stabilesc un contract-cadru prin care sunt transferate automat riscurile care se încadrează în termenii conveniți. Tratatul poate fi obligatoriu (reasiguratorul acceptă toate riscurile acoperite) sau facultativ-obligatoriu (reasiguratorul este obligat să accepte riscurile selectate de cedent). În funcție de modul de împărțire a riscurilor și daunelor, reasigurarea prin tratat se împarte în două mari categorii: proporțională și neproporțională. Acest tip de reasigurare este eficient pentru gestionarea unor volume mari de polițe și este utilizat pe scară largă, iar contractele se stabilesc, de regulă, anual.[4]

Un reasigurator poate fi un asigurator clasic (de exemplu Aegon încheie un contract de reasiguraer cu o altă companie), fie un reasigurator specializat. Un reasigurator poate, la rândul său, să încheie o reasigurare. Acest proces poartă denumirea de retrocesiune.

## Funcții
Aproape toate companiile de asigurări dispun de un program de reasigurare. Scopul principal al acestuia este reducerea expunerii la pierderi, prin transferarea unei părți a riscului către unul sau mai mulți reasigurători.

### Transferul riscului și eliberarea excedentului
Prin reasigurare, o companie de asigurări poate emite polițe cu limite de despăgubire mai mari decât ar putea în mod normal, asumând astfel riscuri suplimentare, întrucât o parte din acele riscuri sunt preluate de reasigurator. Acest mecanism permite extinderea capacității de subscriere și consolidarea stabilității financiare.
Reasigurarea contribuie la dispersarea riscurilor geografice sau tematice, reducând concentrarea expunerii într-o anumită zonă sau categorie de evenimente. Astfel, devine un instrument esențial pentru prevenirea pierderilor sistemice, în special în cazul catastrofelor naturale sau al altor evenimente cu impact global, cum ar fi pandemiile.
Tratamentele proporționale (sau „pro-rata”) oferă cedentului eliberare de excedent, adică posibilitatea de a elibera din capitalul reglementat și de a subscrie mai multe polițe sau polițe cu sume asigurate mai mari, fără a încălca limitele de solvabilitate impuse de autoritățile de supraveghere.

### Stabilizarea rezultatelor și gestionarea portofoliului
Reasigurarea contribuie la stabilizarea rezultatelor financiare ale unei companii, prin absorbția pierderilor mari și rare, ceea ce reduce volatilitatea despăgubirilor. Această stabilitate scade necesarul de capital pentru acoperirea daunelor și facilitează o k mai predictibilă.
Reasigurarea sprijină totodată compania cedentă în respectarea cerințelor de solvabilitate și capital, impuse de reglementări precum Directiva Solvency II. Prin reducerea riscului reținut, contribuie la menținerea indicatorilor financiari în limitele acceptate legal.
Prin alegerea unui program de reasigurare adecvat, asigurătorul își poate structura un portofoliu mai echilibrat și omogen de riscuri asigurate, îmbunătățindu-și astfel performanța netă (după reasigurare). Un astfel de program solid poate ajuta percepția agențiilor de rating privind soliditatea financiară a companiei cedente, ceea ce crește încrederea pieței și accesul la capital.

### Arbitraj
O altă motivație pentru achiziționarea reasigurării poate fi arbitrajul: compania de asigurări poate obține acoperire de la reasigurator la un tarif mai mic decât cel perceput clientului pentru riscul de bază, indiferent de ramura asigurată.
În general, reasigurătorii pot oferi această acoperire la costuri mai reduse decât asigurătorii direcți din mai multe motive:
- beneficiază de economii de scară sau de alte eficiențe operaționale;
- sunt supuși unor regimuri de reglementare mai permisive;
- operează într-un sistem fiscal mai favorabil;
- dispun de expertiză superioară în subscriere și date statistice privind daunele;
- pot aplica rezerve actuariale mai mici dacă primesc prime considerate excesiv de conservatoare;
- au un portofoliu mai diversificat, ceea ce permite strategii de acoperire (hedging);
- manifestă o toleranță mai mare la risc.

### Expertiza reasiguratorului
Companiile de asigurări pot apela la expertiza tehnică a reasigurătorilor, mai ales în cazul riscurilor specializate. Reasiguratorul își aplică această expertiză atât pentru stabilirea primelor, cât și pentru supravegherea procesului de subscriere, protejându-și astfel propriile interese. Acest rol este cu atât mai important în cadrul reasigurării facultative. Acest aspect este valabil mai ales în cazul reasigurării facultative.
Totodată, reasigurătorii pot furniza consultanță în dezvoltarea de produse noi sau în explorarea unor piețe insuficient testate. Prin reducerea riscurilor directe asumate, reasigurarea permite asigurătorilor să inoveze și să experimenteze fără a compromite stabilitatea financiară.

## Tipuri de reasigurare
Reasigurarea poate fi structurată în funcție de modul în care este distribuit riscul între asigurator și reasigurator. Două mari categorii sunt: reasigurarea proporțională și reasigurarea neproporțională.

### Reasigurare proporțională
În reasigurarea proporțională, reasiguratorul preia un procent fix din fiecare poliță emisă de asigurator. Acest procent se aplică atât primelor încasate, cât și daunelor plătite. În schimb, reasiguratorul acordă asiguratorului un comision de cesiune, care acoperă costurile de achiziție și administrare ale poliței, precum și profitul cedat.
Există două forme principale:
- Contract cu cotă fixă (quota share): Asiguratorul transferă un procent stabilit din fiecare poliță. Acest tip de reasigurare este util în special atunci când asiguratorul dorește să-și crească capacitatea de subscriere, dar nu are capital suficient pentru a păstra întregul risc.[9] Exemplu: Dacă procentul este 25% și o poliță are o sumă asigurată de 200.000 €, atunci 50.000 € sunt reasigurate. În caz de daună de 100.000 €, asiguratorul suportă 75.000 €, iar reasiguratorul 25.000 €.
- Contract cu excedent (surplus share sau excedent de linie): În acest caz, asiguratorul stabilește o sumă fixă pe care o păstrează pentru fiecare risc, numită propriu reținut. Orice sumă care depășește această valoare este reasigurată. Contractul este exprimat în „linii” (de exemplu, 10 linii), iar capacitatea maximă de reasigurare este dată de: propriul reținut × numărul de linii. Acest tip de reasigurare permite adaptarea proporției reasigurate în funcție de mărimea fiecărui risc individual.[9] Exemplu: La un contract de reasigurare cu 7 linii și un propriu reținut (de către asigurator) de 250.000 €, capacitatea totală de asigurare este de 2.000.000 € (250.000 € reținute de asigurator și 1.750.000 € reasigurate). Dacă este emisă o poliță în valoare de 2.000.000 €, asiguratorul păstrează 250.000 € din risc, iar restul de 1.750.000 € este transferat către reasigurator. În cazul unei daune de 160.000 €, despăgubirea se împarte proporțional: asiguratorul plătește 1/8 din daună (20.000 €), iar reasiguratorul plătește 7/8 (140.000 €).

### Reasigurarea neproporțională
În reasigurarea neproporțională, reasiguratorul intervine doar dacă pierderile totale depășesc o sumă prestabilită, numită prag de reținere sau prioritate. Nu se aplică o proporție fixă per poliță, ci o limită globală pe pierderi.
- Reasigurare în exces de pierdere (excess of loss): Asiguratorul stabilește cât este dispus să suporte din fiecare daună, iar reasiguratorul acoperă ce depășește această sumă, până la un plafon. Acest tip de reasigurare este util pentru protecția împotriva daunelor mari și izolate.[9] Exemplu: la un prag de reținere de 50.000 €, dacă dauna este de 45.000 €, reasiguratorul nu plătește nimic. Dacă dauna este de 150.000 €, reasiguratorul plătește 100.000 €.
- Contract de tip stop-loss: Reasiguratorul acoperă pierderile asiguratorului care, în total, depășesc un anumit procent din primele anuale încasate. Acest tip de contract este o formă de protecție împotriva frecvenței mari a daunelor. Calculul se face la finalul perioadei, pe baza rezultatelor efective. Contractele includ adesea un plafon maxim anual al sumei reasigurate.[9] Exemplu: un asigurator încheie un contract de reasigurare de tip stop-loss, care prevede că reasiguratorul va acoperi toate pierderile care depășesc 90% din primele anuale încasate. Dacă în decursul unui an sunt încasate prime în valoare de 2 miliarde €, iar daunele totale ajung la 2,5 miliarde €, atunci pragul de intervenție al reasiguratorului este de 1,8 miliarde € (adică 90% din prime). Reasiguratorul va plăti diferența dintre daunele totale și acest prag: 2,5 miliarde € - 1,8 miliarde € = 700 milioane €.